# Azúcar Moreno
Azúcar Moreno (auf Deutsch: „Brauner Zucker“) ist ein aus den Schwestern Encarna Salazar (eigentlich Encarnación, * 10. Januar 1961 in Badajoz) und Toñi Salazar (eigentlich Antonia, * 14. März 1963 ebenda) bestehendes spanisches Gesangs-Duo. Sie entstammen einer weitverzweigten Familie von Gitanos extremeños, einer ursprünglich in der Extremadura ansässigen Gruppe spanischer Gitanos. 

## Karriere
Die beiden Schwestern kommen aus einer Familie von Flamencokünstlern und wuchsen nach deren Umzug von Badajoz nach Madrid im damals von Armut, Drogenkonsum und Kriminalität geprägten Stadtteil Vallecas auf. Nachdem sie bereits als Heranwachsende zunächst als Begleitsängerinnen der von ihren Brüdern Enrique, Juan und José Salazar gegründeten, seit Mitte der 1970er Jahre äußerst erfolgreichen Rumba-Gruppe Los Chunguitos Bühnenerfahrung sammeln konnten, erhielten sie 1983 die Möglichkeit, als Duo ihre Debütsingle Que Si, Que No zu veröffentlichen. Im folgenden Jahr 1984 erschien ihr erstes Album Con la miel en los labios, dessen Produzent Julio Pacios mit der Sängerin María Jiménez und dem weiblichen Trio Vuelo Blanco bereits über Erfahrungen in der Kombination von angloamerikanischer und discothekentauglicher Popmusik mit Elementen des Rock Gitano und des Flamenco-Pop verfügte und der mit diesem Stilmix die Weichen für den weiteren musikalischen Weg des Duos stellte.
Im Jahr des Erscheinens ihres zweiten Albums Estimúlame (1986) hatte das Duo einen Auftritt in Carlos Sauras Film Amor brujo, der den Schwestern dazu verhalf, erstmals auch außerhalb Spaniens zur Kenntnis genommen zu werden. Dem Album Carne de Melocotón (1988) folgten in den nächsten Jahrzehnten zahlreiche weitere Veröffentlichungen, Live-Konzerte und TV-Auftritte, mit denen sich das Duo als eine der erfolgreichsten Konstanten der spanischsprachigen Popmusik seit dem Übergang Spaniens zur Demokratie etablieren konnte. Bis zum Jahrtausendwechsel konnten die Schwestern zahlreiche Hits verbuchen, unter anderem mit Ven, Devórame Otra Vez (1990), Mambo (1991), Sólo Se Vive Una Vez (1996), Olé (1998), Amén (2000) oder Bésame (2001).

### Eurovision Song Contest 1990
Internationale Aufmerksamkeit erlangte das Duo durch die Teilnahme beim Eurovision Song Contest 1990 in Zagreb, wo Azúcar Moreno Spanien mit dem Lied Bandido vertraten und mit dem fünften Platz unter 22 Teilnehmern einen Achtungserfolg erzielten, obwohl der Auftritt der Sängerinnen von einer der größten technischen Pannen in der Geschichte des ESCs begleitet war. Das Band mit dem vorbereiteten Playback für Perkussion und Basis-Rhythmus wurde zu spät hochgefahren, sodass das Orchester nicht mehr einsetzen konnte. Daraufhin verließen die Sängerinnen kurzzeitig die Bühne. Erst beim zweiten Start klappte alles und die Sängerinnen erwiesen sich als nervenstark.
In der Türkei wurde die Single Bandido zu einem Hit. Bereits beim Eurovision Song Contest vergab das Land 10 Punkte an den spanischen Musikbeitrag. Zudem coverten die bekannte türkische Künstlerin Aşkın Nur Yengi und die Band Grup Vitamin den Song direkt ein Jahr später.

### Auflösung des Duos und Comeback
Im November 2007 entschied sich das Duo zu einer Schaffenspause von unbestimmter Dauer, weil sich Encarna Salazar aufgrund von Brustkrebs einer Chemotherapie unterziehen musste und man die gemeinsame Arbeit erst wieder nach ihrer Genesung fortsetzen wollte. Da jedoch in der durch Encarnas Erkrankung erzwungenen Karrierepause die angeblich immer schon vorhandenen Spannungen zwischen beiden Schwestern eskaliert waren, erklärte das Duo am 27. November 2008 das Ende der gemeinsamen Tätigkeit.
In der Folge veröffentlichte Encarna 2009 die Solo-CD Desencuentro. Auch Toñi Salazar versuchte, sich 2010 mit Zero Azúcar als Solokünstlerin zu etablieren. Da die Schwestern mit ihren Soloprojekten jedoch nicht an die früheren Erfolge anknüpfen konnten, entschieden sie sich zur Wiederaufnahme ihrer Duo-Aktivitäten und feierten Ende 2013 bei einem gemeinsamen TV-Auftritt ihre Wiedervereinigung. Im Dezember des gleichen Jahres konnte Encarnación der Presse mitteilen, dass sie nach ärztlicher Einschätzung von ihrer Krebserkrankung geheilt sei.
Im Jahr 2020 erschien unter dem Titel El secreto ein weiteres Studio-Album.
In der Hoffnung, nach 1990 nochmals an einem Wettbewerb von internationaler Bedeutung teilnehmen zu können, traten Azúcar Moreno im Januar 2022 beim Benidorm Fest 2022 auf, dem Vorentscheid zum Eurovision Song Contest 2022. Mit ihrem Beitrag Postureo, einem Stilmix aus Reggaeton, Rumba flamenca und maghrebinischen Klängen kamen sie jedoch nicht über das Halbfinale hinaus.

## Diskografie

### Studioalben
- 1984: Con la miel en los labios
- 1986: Estimúlame
- 1988: Carne de melocotón
- 1990: Bandido
- 1991: Mambo
- 1992: Ojos negros
- 1994: El amor (ES: Gold)[12]
- 1996: Esclava de tu piel (ES: ×3Dreifachplatin )
- 1998: Olé (ES: ×2Doppelplatin )
- 2000: Amén (ES: ×7Siebenfachplatin )
- 2002: Únicas (ES: Gold)
- 2004: Desde el principio
- 2006: Bailando con Lola
- 2020: El secreto

### Kompilationen (Auswahl)
- 1997: Mucho Azúcar - Grandes éxitos (ES: Gold)
- 2014: Esencial Azúcar Moreno (Doppel-CD)

### Remixalben
- 1989: Mix In Spain
- 1990: The Sugar Mix Album

### Singles (Auswahl)
- 1990: Bandido
- 1990: Ven, Devórame Otra Vez
- 1991: Mambo
- 1996: Sólo Se Vive Una Vez
- 2000: Amén
- 2003: Él
- 2021: Postureo